# Memuro
Memuro (japanska: 	芽室町?, Memuro-chō) är en landskommun (köping) i Hokkaido prefektur i Japan. 